# Walentin Grigorjewitsch Olenik
Walentin Grigorjewitsch Olenik (russisch Валентин Григорьевич Оленик; * 18. Juli 1939 in Stalinsk; † 15. Februar 1987) war ein sowjetischer Ringer. Er war Gewinner einer Silbermedaille bei den Olympischen Spielen 1968 und Weltmeister 1966 im griechisch-römischen Stil im Mittelgewicht.

## Werdegang
Walentin Grigorjewitsch Olenik begann als Jugendlicher mit dem Ringen und gehörte dem Sportklub Spartak Nowokusnezk an. Er konzentrierte sich ganz auf den griechisch-römischen Stil. Aus seiner Juniorenzeit sind keine Ergebnisse bekannt. Im Jahre 1964 wurde er sowjetischer Meister im Mittelgewicht und belegte auch bei dem für die Nominierung für die internationalen Meisterschaften enorm wichtigen „Iwan-Poddubny“-Turnier in Moskau den 1. Platz.
Er wurde daraufhin bei den Olympischen Spielen 1964 in Tokio im Mittelgewicht eingesetzt. In Tokio kam er zu Siegen über Lothar Metz aus der DDR, Czesław Kwieciński aus Polen und Wayne Baugham aus den Vereinigten Staaten. Gegen Gheorghe Popovici aus Rumänien und gegen Branislav Simić aus Jugoslawien rang er jeweils unentschieden. Er hatte damit das Pech, dass er wegen des Überschreitens der zulässigen Fehlerpunktzahl vor dem Finale ausscheiden musste und auf dem 4. Platz landete, während Simić Olympiasieger wurde.
Walentin Olenik gewann auch im Jahre 1965 das „Iwan-Poddubny“-Turnier in der Mittelgewichtsklasse vor Alexander Jurkewitsch und Rimantas Bagdonas aus der UdSSR. Aber nicht er, sondern Bagdonas wurde in diesem Jahr bei der Weltmeisterschaft in Tampere eingesetzt, der dort auch Weltmeister wurde.
1966 war er aber bei der Weltmeisterschaft in Toledo (Ohio) wieder am Start. Er besiegte dort der Reihe nach die Weltklasseringer Stig Persson aus Schweden, Petar Krumow aus Bulgarien, Włodzimierz Smoliński aus Polen, Ion Țăranu aus Rumänien und den Überraschungsmann Franz Pötsch aus Österreich. Im Finale stand er dem türkischen Ex-Weltmeister Tevfik Kış gegenüber, gegen den ihm ein Unentschieden zum Titelgewinn reichte.
Im Jahre 1967 belegte Walentin Olenik beim „Iwan-Poddubny“-Turnier im Mittelgewicht hinter Alexander Jurkewitsch den zweiten Platz. Er erhielt aber bei der Weltmeisterschaft dieses Jahres in Bukarest den Vorzug vor diesem. In Bukarest kam er zu Siegen über Pentti Punkari aus Finnland, Mehmet Uçar aus der Türkei und Wacław Orłowski aus Polen. Gegen Wenko Zinzarow aus Bulgarien und Gheorghe Popovici rang er unentschieden. Nach dem damaligen Reglement ergab sich nach der 5. Runde die Besonderheit, dass alle Ringer aufgrund der häufigen „Unentschieden“, für die ein Ringer mit 2 bzw. 2,5 Fehlpunkten belastet wurde, ausgeschieden waren, bis auf einen, László Sillai aus Ungarn. Walentin Olenik wurde deswegen „nur“ Vize-Weltmeister, ohne noch die Möglichkeit zu haben, gegen Sillai um den Weltmeistertitel kämpfen zu können.
1968 nahm Walentin Olenik in Mexiko-Stadt zum zweiten Mal an Olympischen Spielen teil. Er blieb auch in Mexiko-Stadt unbesiegt und schlug Julio Graffigna aus Argentinien, Jiří Kormaník aus der CSSR, Czesław Kwieciński aus Polen und Wayne Baugham jeweils nach Punkten. Gegen Petar Krumow und Branislav Simić aus Jugoslawien rang er Unentschieden. Nach der sechsten Runde hatten damit alle Ringer, also auch Olenik, 6 Fehlerpunkte erreicht, mit denen man ausscheiden musste, bis auf Lothar Metz aus der DDR. Dieser hatte in seinen Kämpfen nur 5 Fehlerpunkte angesammelt. Er war damit Olympiasieger und brauchte gegen Olenik, der die Silbermedaille gewann, nicht mehr anzutreten.
Nach diesen Olympischen Spielen wurde Waltentin Olenik bei keinen internationalen Meisterschaften mehr eingesetzt. In der Sowjetunion dominierte in seiner Gewichtsklasse ab 1970 Waleri Resanzew.
Bei den vier Meisterschaftsturnieren (zweimal Olympische Spiele und zweimal Weltmeisterschaften) an denen er teilnahm, bestritt Walentin Olenik insgesamt 22 Kämpfe, von denen er keinen verlor. Dass er nicht öfter als Weltmeister bzw. als Olympiasieger von der Matte ging, lag immer daran, dass er bis auf 1966 stets einmal zu oft „Unentschieden“ kämpfte.

## Internationale Erfolge
| Jahr | Platz  | Wettbewerb                        | Gewichtsklasse | |
| ---- | ------ | --------------------------------- | -------------- | --- |
| 1964 | 1.     | „Iwan-Poddubny“-Turnier in Moskau | Mittel         | vor Petar Cucić, Jugoslawien und Prehenosil, CSSR |
| 1964 | 4.     | OS in Tokio                       | Mittel         | mit Siegen über Lothar Metz, DDR, Czesław Kwieciński, Polen und Wayne Baugham, USA und Unentschieden gegen Gheorghe Popovici, Rumänien und Branislav Simić, Jugoslawien                           |
| 1965 | 1.     | „Iwan-Poddubny“-Turnier in Moskau | Mittel         | vor Alexander Jurkewitsch und Rimantas Bagdonas, beide UdSSR |
| 1966 | 1.     | WM in Toledo (Ohio)               | Mittel         | mit Siegen über Stig Persson, Schweden, Petar Krumow, Bulgarien, Włodzimierz Smoliński, Polen, Ion Țăranu, Rumänien und Franz Pötsch, Österreich und einem Unentschieden gegen Tevfik Kış, Türkei |
| 1967 | 2.     | „Iwan-Poddubny“-Turnier in Moskau | Mittel         | hinter Alexander Jurkewitsch, UdSSR, vor Lothar Metz, Petar Krumow, Nikolai Tarasow, UdSSR und Branislav Simić                                                                                    |
| 1967 | 2.     | WM in Bukarest                    | Mittel         | mit Siegen über Pentti Punkari, Finnland, Mehmet Ucar, Türkei und Wacław Orłowski, Polen und Unentschieden gegen Wenko Zinzarow, Bulgarien und Gheorghe Popovici                                  |
| 1968 | 1.     | „Iwan-Poddubny“-Turnier in Moskau | Mittel         | vor Waleri Resanzew und Gaforow, beide UdSSR, Bertil Nyström, Schweden und Prehenosil, CSSR |
| 1968 | Silber | OS in Mexiko-Stadt                | Mittel         | mit Siegen über Julio Graffigna, Argentinien, Jiří Kormaník, CSSR, Czesław Kwieciński und Wayne Baugham und Unentschieden gegen Petar Krumow und Branislav Simić                                  |
| 1970 | 1.     | Klippan-Turnier                   | Halbschwer     | vor Lothar Metz, Sven Olsson, Schweden und Dieter Heuer, DDR |
| 1971 | 2.     | Klippan-Turnier                   | Halbschwer     | hinter Lennart Persson, Schweden, vor Wlodzimierz Smolinksi |

Anm.: alle Wettbewerbe im griechisch-römischen Stil, OS = Olympische Spiele, WM = Weltmeisterschaft, Mittelgewicht, bis 1968 bis 87 kg Körpergewicht, Halbschwergewicht, ab 1969 bis 90 kg Körpergewicht